# Sebastián Leto
Sebastián Eduardo Leto (Alejandro Korn, 30 agosto 1986) è un ex calciatore argentino, di ruolo centrocampista, tecnico del Kīfisias.

## Caratteristiche tecniche
Un trequartista, ma più propriamente la sua collocazione tattica principale è quella di ala sinistra, anche se il suo fisico longilineo (188 cm x 79 kg) e potente rende decisamente appetibile il suo utilizzo come punta centrale. Mancino di piede, sa saltare l'uomo grazie ad una buona accelerazione, un buon dribbling e una forza esplosiva.

## Carriera

### Inizio
Inizia la sua carriera nelle file del Lanús, con il quale debutta il 25 giugno 2005. 

#### Liverpool
Dopo tre stagioni nel club di Buenos Aires, maglia con la quale fa registrare 63 presenze impreziosite da 9 gol, il 10 agosto 2007 viene acquistato dal Liverpool per 3,6 milioni di dollari.
Non può debuttare in Premier League a causa di problemi con il passaporto che lo costringono a scendere in campo unicamente con la squadra riserve del Liverpool. Al giocatore era stato concesso il passaporto italiano a metà 2007, poi revocato. Leto è stato quindi costretto a richiedere un permesso di lavoro per il Regno Unito, ottenendo una risposta negativa.

#### Il prestito all'Olympiakos
In attesa di risolvere la questione, il 5 agosto 2008 il giocatore viene ceduto in prestito annuale ai greci dell'Olympiakos. Qui vince il titolo nazionale greco e la Coppa di Grecia, segnando alcune reti.

#### Panathinaikos
Nell'estate 2009 passa al Panathīnaïkos, in cui vince per la seconda volta consecutiva il titolo nazionale greco e la Coppa di Grecia contro l'Aris Salonicco proprio con un suo gol. Il 22 gennaio 2013 rescinde il suo contratto con la squadra greca.

#### Catania
Il 16 aprile 2013 viene tesserato dalla società italiana del Catania, a partire dalla stagione 2013-2014. Esordisce in campionato contro la Fiorentina, alla prima giornata, partita poi vinta dai viola per 2-1. Il primo gol nella massima serie arriva il 24 novembre 2013 in Torino-Catania 4-1.
Il 19 aprile 2014 segna un gol in rovesciata contro la Sampdoria, nella gara vinta per 2-1.
Il 16 novembre  2014 realizza una doppietta contro il Trapani, nella gara pareggiata per 2-2.

### Lanús
Il 3 febbraio 2015 passa in prestito con diritto di riscatto al Lanús.
L'11 febbraio è vittima di un grave incidente in palestra. Durante una sessione di squat è stato colpito alla testa da un bilanciere probabilmente riposto male. Ricoverato d'urgenza all'ospedale è stato dimesso per poi essere ricoverato nuovamente poco dopo al reparto di terapia intensiva a causa del perdurare delle forti vertigini che fanno temere un'emorragia che obbligherebbe i medici ad eseguire un intervento chirurgico..

### Dopo il ritiro
Nel giugno 2019 inizia la sua carriera da allenatore come collaboratore tecnico dell'italiano Andrea Stramaccioni nella squadra iraniana dell'Esteghlal.

## Statistiche

### Presenze e reti nei club
Statistiche aggiornate al 12 aprile 2017.
| Stagione             | Squadra              | Campionato           | Campionato | Campionato | Coppe nazionali | Coppe nazionali | Coppe nazionali | Coppe continentali | Coppe continentali | Coppe continentali | Altre coppe | Altre coppe | Altre coppe | Totale | Totale |
| Stagione             | Squadra              | Comp                 | Pres       | Reti       | Comp            | Pres            | Reti            | Comp               | Pres               | Reti               | Comp        | Pres        | Reti        | Pres   | Reti   |
| -------------------- | -------------------- | -------------------- | ---------- | ---------- | --------------- | --------------- | --------------- | ------------------ | ------------------ | ------------------ | ----------- | ----------- | ----------- | ------ | ------ |
| 2005-2006            | Lanús                | PD                   | 34         | 6          | -               | -               | -               | -                  | -                  | -                  | -           | -           | -           | 34     | 6      |
| 2006-2007            | Lanús                | PD                   | 29         | 3          | -               | -               | -               | -                  | -                  | -                  | -           | -           | -           | 29     | 3      |
| 2007-2008            | Liverpool            | PL                   | 0          | 0          | FACup+CdL       | 0+2             | 0+0             | UCL                | 2                  | 0                  | -           | -           | -           | 4      | 0      |
| 2008-2009            | Olympiacos           | SL                   | 24         | 1          | CG              | 4               | 0               | UCL+CU             | 2+6                | 0+1                | -           | -           | -           | 36     | 2      |
| 2009-2010            | Panathīnaïkos        | SL                   | 25         | 6          | CG              | 6               | 1               | UCL+UEL            | 4+9                | 1+0                | -           | -           | -           | 44     | 8      |
| 2010-2011            | Panathīnaïkos        | SL                   | 18+4       | 1+1        | CG              | 3               | 1               | UCL                | 3                  | 0                  | -           | -           | -           | 28     | 3      |
| 2011-2012            | Panathīnaïkos        | SL                   | 17         | 15         | CG              | 1               | 0               | UCL+UEL            | 2+2                | 1+0                | -           | -           | -           | 22     | 16     |
| 2012-2013            | Panathīnaïkos        | SL                   | 0          | 0          | CG              | 0               | 0               | UCL+UEL            | 0+0                | 0+0                | -           | -           | -           | 0      | 0      |
| 2013-2014            | Catania              | A                    | 27         | 3          | CI              | 1               | 1               | -                  | -                  | -                  | -           | -           | -           | 28     | 4      |
| 2014-2015            | Catania              | B                    | 14         | 2          | CI              | -               | -               | -                  | -                  | -                  | -           | -           | -           | 14     | 2      |
| Totale Catania       | Totale Catania       | Totale Catania       | 41         | 5          |                 | 1               | 1               |                    |                    |                    |             |             |             | 42     | 6      |
| 2015-gen. 2016       | Lanús                | PD                   | 4          | 0          | CA              | 0               | 0               | CS                 | 3                  | 0                  | -           | -           | -           | 7      | 0      |
| Totale Lanús         | Totale Lanús         | Totale Lanús         | 67         | 9          |                 | 0               | 0               |                    | 3                  | 0                  |             |             |             | 70     | 9      |
| gen.-giu. 2016       | Panathīnaïkos        | SL                   | 6+6        | 2+3        | CG              | -               | -               | -                  | -                  | -                  | -           | -           | -           | 12     | 5      |
| 2016-2017            | Panathīnaïkos        | SL                   | 15         | 5          | CG              | 5               | 4               | UEL                | 4                  | 0                  | -           | -           | -           | 28     | 9      |
| Totale Panathinaikos | Totale Panathinaikos | Totale Panathinaikos | 81+10      | 30+5       |                 | 14              | 5               |                    | 24                 | 2                  |             |             |             | 130    | 41     |
| Totale carriera      | Totale carriera      | Totale carriera      | 213+10     | 45+5       |                 | 21              | 6               |                    | 37                 | 3                  |             |             |             | 282    | 58     |

## Palmarès

### Giocatore

#### Competizioni nazionali
- Campionato greco: 2

Olympiakos: 2008-2009
Panathinaikos: 2009-2010
- Coppa di Grecia: 2

Olympiakos: 2008-2009
Panathinaikos: 2009-2010

### Allenatore

#### Competizioni nazionali
- Souper Ligka Ellada 2: 1

Kīfisias: 2024-2025 (gruppo B)